# Şenol Can
Şenol Can (ur. 3 kwietnia 1983 w Kyrdżali) – bułgarski piłkarz narodowości tureckiej występujący na pozycji obrońcy, trener.